# Caltha leptosepala
Caltha leptosepala (лат.) — травянистое многолетнее растение, вид рода Калужница семейства Лютиковые (Ranunculaceae). Распространён на западе Северной Америки от Аляски до Нью-Мексико, где произрастает во влажных местах альпийского и субальпийского пояса. Выделяют два подвида.

## Ботаническое описание
Многолетнее травянистое растение, стебель голый, листья расположены базально. Листья 13-15 сантиметров в длину, могут иметь гладкие, морщинистые или зубчатые края. В соцветии один или несколько цветков. Каждый цветок шириной от 1 до 4 сантиметров, лишён лепестков, вместо них имеются похожие на лепестки чашелистики, обычно белого или иногда жёлтого цвета. В центре находится множество длинных, плоских тычинок и небольшое количество пестиков. Вид растёт на влажных и сырых почвах в небольшой тени, на высоте от 750 до 3900 метров над уровнем моря. Ареал охватывает влажные альпийские, субальпийские луга, края ручьёв и болота. Число хромосом 2n = 48 или 96.
Листьями питаются лоси, хотя они содержат токсичные алкалоиды. Листья и цветочные почки употребляли в пищу некоторые коренные жители Аляски.

## Таксономия
Выделяют два подвида: на юго-западе и юго-востоке ареала, но на севере ареала отличительные наборы признаков могут встречаться в любой комбинации, и такие растения не могут быть отнесены ни к одному из подвидов.
- ssp. howellii — один или два цветка с продолговато-яйцевидными белыми чашелистиками. Почковидные листья длиной до 15 см имеют тупую верхушку и базальные доли, соприкасающиеся или перекрывающиеся. Пыльца пантопоратная или иногда пантокольпатная (микроскопическая). Растет в открытой, болотистой местности в Сьерра-Неваде и Каскадном хребте в Калифорнии, западной Неваде, Орегоне, западном Вашингтоне и на острове Ванкувер.
- ssp. leptosepala var. leptosepala — один, редко два цветка с белыми линейно-продолговатыми чашелистиками. Листья яйцевидно-сердцевидные, длиной до 7 см, с тупым или заостренным кончиком и базальными долями, которые не соприкасаются. Пыльца трехлопастная. Встречается на открытых заболоченных альпийских и субальпийских местах в Скалистых горах северо-восточной Аризоны, Колорадо, юго-восточного Айдахо, южной Монтаны, северо-восточной Невады, Юты и Вайоминга.
- ssp. leptosepala var. sulphurea идентичен номинативному сорту, но имеет жёлтые чашелистики. Встречается на влажных альпийских и субальпийских лугах в Скалистых горах Монтаны и Айдахо.